# ناحیه کانونگو
ناحیه کانونگو (به لاتین: Kanungu District) یک منطقهٔ مسکونی در اوگاندا است که در استان غربی، اوگاندا واقع شده‌است. ناحیه کانونگو ۱٬۲۷۴ کیلومتر مربع مساحت و ۲۵۲٬۱۰۰ نفر جمعیت دارد.